# 2010년 로스앤젤레스 영화 비평가 협회상
제36회 로스앤젤레스 영화 비평가 협회상은 2010년에 열린 시상식이다.

## 수상 및 후보

### 작품상
- 소셜 네트워크 - 데이빗 핀처 수상
- 카를로스 더 자칼 - 올리비에 아사야스

### 감독상
- 카를로스 더 자칼 - 올리비에 아사야스 수상
- 소셜 네트워크 - 데이빗 핀처 수상

### 남우주연상
- 킹스 스피치 - 콜린 퍼스 수상
- 카를로스 더 자칼 - 에드가 라미레즈

### 여우주연상
- 마더 - 김혜자 수상
- 윈터스 본 - 제니퍼 로렌스

### 남우조연상
- 예언자 - 닐스 아르스트럽 수상
- 킹스 스피치 - 제프리 러쉬

### 여우조연상
- 애니멀 킹덤 - 재키 위버 수상
- 유령 작가 - 올리비아 윌리암스

### 각본상
- 소셜 네트워크 - 아론 소킨 수상
- 킹스 스피치 - 데이빗 세이들러

### 촬영상
- 블랙 스완 - 매튜 리바티크 수상
- 트루 그릿 - 로저 디킨스

### 미술상
- 인셉션 - 가이 헨드릭스 디아스 수상
- 킹스 스피치 - 이브 스튜어트

### 음악상
- 유령 작가 - 알렉상드르 데스플라 수상
- 소셜 네트워크 - 트렌트 리즈너 외 1명 수상

### 외국어영화상
- 카를로스 더 자칼 - 올리비에 아사야스 수상
- 마더 - 봉준호

### 다큐멘터리상
- 집으로 가는 기차 - 리신 판 수상
- 엑시트 스루 더 기프트 샵 - 뱅크시

### 애니메이션상
- 토이 스토리 3 - 리 언크리치 수상
- 일루저니스트 - 실뱅 쇼메

### 독립영화상
- 소셜리즘 - 장 뤽 고다르 수상

### 신인상
- 타이니 퍼니처 - 레나 던햄 수상

### 공로상
- 폴 마줄스키 수상

### 영화제의 유산
- 앙리-조르주 클루조의 지옥 - 세르지 브롬버그
- 메트로폴리스 - 프리츠 랑